# Brian Glascock
Brian Glascock (* 17. červenec 1948) je britský rockový bubeník, který spolupracoval s The Gods, Toe Fat, Bee Gees, Carmen, Captain Beyond nebo The Motels. Hrál také na albech Joan Armatrading, Dolly Parton, Iggy Popa a na videu s Nancy Wilson ze skupiny Heart. Jeho bratr je John Glascock (1951–1979), který spolupracoval s The Gods, Toe Fat, Carmen, Bee Gees a Jethro Tull.